# Курт Закс
Курт Закс (Кърт Сакс, среща се и като Курт Сакс; на немски: Curt Sachs) е немски музиковед. Той е един от основателите на съвременната органология (дисциплината изучаваща музикалните инструменти), и вероятно най-известен с приноса си към съставянето на системата „Хорнбостел-Закс“ за класификация на музикалните инструменти, заедно с Ерих Мориц фон Хорнбостел.

## Биография
Курс Закс е роден в Берлин. Като малък взима уроци по пиано, теория на музиката и композиране. Въпреки това, когато през 1904 г. защитава докторат в Берлинския университет (където по-късно става професор по музикология), докторатът е посветен на история на изкуството, и по-специално скулптурите на Андреа Верокио. Закс започва професионалното си развитие като историк на изкуството, но постепенно се отдава все повече на музиката, като в последна сметка бива назначен за директор на Staatliche Instrumentensammlung, немската национална сбирка от музикални инструменти. Закс реставрира и реорганизира колекцията, с което поставя началото на творческия си път като органолог.
През 1913 г. издава книгата си „Real-Lexicon der Musikinstrumente“, вероятно най-изчерпателното изследване на музикалните инструменти, провеждано през последните 200 години. През 1914 г. той и Ерих Мориц фон Хорнбостел публикуват съвместния труд, на който дължат известността си, „Zeitschrift für Ethnologie“, съдържащ нова система на класификация на музикалните инструменти. Системата на Хорнбостел-Закс търпи много преработки с времето и е обект на известна критика, но тя и до днес остава най-широко разпространената система за класификация, която етномузиколозите и органолозите използват.
През 1933 г. нацистите отстраняват Закс от заеманите от него постове, поради еврейския му произход. Впоследствие Закс бяга в Париж, Франция, а оттам емигрира в САЩ и се установява в Ню Йорк. Преподава в Нюйоркския университет между 1937 и 1953 г., а работи и за градската обществена библиотека.
Пише книги, посветени на ритъма, танца и музикалните инструменти, сред които и „History of Musical Instruments“ („История на музикалните инструменти“, 1940), изчерпателно изследване на музикалните инструменти по целия свят и през всички епохи. Въпреки че много от резултатите му днес са изместени от по-съвременни изследвания, този труд на Закс продължава да бъде един от най-значимите в областта.
Закс умира през 1959 г. в Ню Йорк.

## Памет
В негова памет Американското общество за музикалните инструменти учредява Наградата „Курт Закс“, която ежегодно се връчва на хора, допринесли за развитието на органологията.
|  | Тази страница частично или изцяло представлява превод на страницата Curt Sachs в Уикипедия на английски. Оригиналният текст, както и този превод, са защитени от Лиценза „Криейтив Комънс – Признание – Споделяне на споделеното“, а за съдържание, създадено преди юни 2009 година – от Лиценза за свободна документация на ГНУ. Прегледайте историята на редакциите на оригиналната страница, както и на преводната страница, за да видите списъка на съавторите. ВАЖНО: Този шаблон се отнася единствено до авторските права върху съдържанието на статията. Добавянето му не отменя изискването да се посочват конкретни източници на твърденията, които да бъдат благонадеждни. |